# Diocesi di Banjul
La diocesi di Banjul (in latino Dioecesis Baniulensis) è una sede della Chiesa cattolica in Gambia immediatamente soggetta alla Santa Sede. Nel 2022 contava 52.196 battezzati su 2.498.474 abitanti. È retta dal vescovo Gabriel Mendy, C.S.Sp.

## Territorio
La diocesi comprende l'intero territorio del Gambia.
Sede vescovile è la città di Banjul, dove si trova la cattedrale di Nostra Signora dell'Assunzione.
Il territorio è suddiviso in 30 parrocchie.

## Storia
La missione sui iuris del Gambia fu eretta il 6 maggio 1931 con il breve Noster Africae di papa Pio XI, ricavandone il territorio dalla prefettura apostolica del Senegal (oggi diocesi di Saint-Louis du Sénégal).
L'8 marzo 1951 in virtù della bolla Si qua exstet di papa Pio XII la missione sui iuris fu elevata a prefettura apostolica e assunse il nome di prefettura apostolica di Bathurst.
Il 24 giugno 1957 fu elevata a diocesi con la bolla Qui regimen dello stesso papa Pio XII.
Il 9 maggio 1974 per effetto del decreto Cum Excellentissimus della Congregazione per l'evangelizzazione dei popoli ha assunto il nome attuale.

## Cronotassi dei vescovi
Si omettono i periodi di sede vacante non superiori ai 2 anni o non storicamente accertati.
- John Meehan, C.S.Sp. † (16 ottobre 1931 - 1946 dimesso)
- Matthew Farrelly, C.S.Sp. † (7 giugno 1946 - 1951 dimesso)
- Michael Joseph Moloney, C.S.Sp. † (30 novembre 1951[1] - 14 novembre 1980 dimesso)
- Michael Joseph Cleary, C.S.Sp. † (24 gennaio 1981 - 25 febbraio 2006 ritirato)
- Robert Patrick Ellison, C.S.Sp. † (25 febbraio 2006 - 30 novembre 2017 ritirato)
- Gabriel Mendy, C.S.Sp., dal 30 novembre 2017

## Statistiche
La diocesi nel 2022 su una popolazione di 2.498.474 persone contava 52.196 battezzati, corrispondenti al 2,1% del totale.
| anno | popolazione | popolazione | popolazione | presbiteri | presbiteri | presbiteri | presbiteri                | diaconi | religiosi | religiosi | parrocchie |
| anno | battezzati  | totale      | %           | numero     | secolari   | regolari   | battezzati per presbitero | diaconi | uomini    | donne     | parrocchie |
| ---- | ----------- | ----------- | ----------- | ---------- | ---------- | ---------- | ------------------------- | ------- | --------- | --------- | ---------- |
| 1950 | 3.125       | 226.030     | 1,4         | 6          |            | 6          | 520                       |         |           | 10        | 1          |
| 1959 | 4.721       | 278.900     | 1,7         | 15         | 1          | 14         | 314                       |         |           | 13        | 6          |
| 1970 | 8.061       | 316.000     | 2,6         | 17         |            | 17         | 474                       |         | 19        | 16        | 10         |
| 1980 | 12.630      | 580.000     | 2,2         | 17         |            | 17         | 742                       |         | 17        | 20        | 3          |
| 1990 | 16.100      | 812.000     | 2,0         | 20         | 4          | 16         | 805                       |         | 22        | 43        | 13         |
| 1999 | 33.000      | 1.550.000   | 2,1         | 24         | 11         | 13         | 1.375                     |         | 24        | 48        | 53         |
| 2000 | 36.500      | 1.720.000   | 2,1         | 24         | 12         | 12         | 1.520                     |         | 23        | 51        | 53         |
| 2001 | 30.000      | 1.500.000   | 2,0         | 24         | 12         | 12         | 1.250                     |         | 23        | 45        | 56         |
| 2002 | 33.000      | 1.575.000   | 2,1         | 25         | 13         | 12         | 1.320                     |         | 23        | 45        | 56         |
| 2003 | 34.400      | 1.639.500   | 2,1         | 26         | 15         | 11         | 1.323                     |         | 22        | 42        | 56         |
| 2004 | 35.500      | 1.680.500   | 2,1         | 25         | 15         | 10         | 1.420                     |         | 21        | 42        | 54         |
| 2006 | 42.400      | 1.787.000   | 2,4         | 24         | 13         | 11         | 1.766                     |         | 21        | 42        | 56         |
| 2007 | 40.500      | 1.550.000   | 2,6         | 29         | 16         | 13         | 1.396                     | 2       | 26        | 40        | 56         |
| 2012 | 44.000      | 1.932.000   | 2,3         | 30         | 18         | 12         | 1.466                     |         | 13        | 53        | 19         |
| 2015 | 43.198      | 1.882.450   | 2,3         | 30         | 19         | 11         | 1.439                     |         | 25        | 62        | 20         |
| 2018 | 46.100      | 2.159.000   | 2,1         | 34         | 20         | 14         | 1.355                     |         | 28        | 61        | 20         |
| 2020 | 59.700      | 2.391.850   | 2,5         | 35         | 17         | 18         | 1.705                     |         | 31        | 55        | 20         |
| 2022 | 52.196      | 2.498.474   | 2,1         | 36         | 19         | 17         | 1.449                     |         | 33        | 53        | 30         |